# Minecraft Earth
Minecraft Earth là một trò chơi tương tác thực tế ảo trong thế giới mở được phát triển bởi Mojang Studios và được xuất bản bởi Xbox Game Studios. Đây một phiên bản phụ của trò chơi điện tử Minecraft và được công bố lần đầu tiên vào 17 tháng 5 năm 2019 có sẵn trên hệ điều hành Android và iOS.
Đây là trò chơi miễn phí và được phát hành lần đầu trong quyền truy cập sớm vào ngày 17 tháng 10 năm 2019. Tuy nhiên, trò chơi đã nhận được bản cập nhật cuối cùng vào tháng 1 năm 2021 và đã ngừng hoạt động vào ngày 30 tháng 6 năm 2021 do đại dịch COVID-19 bùng phát.